# Jacques Sigurd
Jacques Sigurd est un acteur, dialoguiste et scénariste français, né le 15 juin 1920 à Paris et mort le 21 décembre 1987 à New York.

## Biographie
Il a principalement travaillé avec Yves Allégret avec lequel il débuta, et Marcel Carné pour la période « après-guerre » de celui-ci.
Il a collaboré pendant quelque temps, dès 1945, à la rédaction de L'Écran français.

## Filmographie
- comme acteur :
  - 1942 : Les Cadets de l'océan, de Jean Dréville : Fustel

- comme scénariste et dialoguiste :
  - 1949 : Manèges, d'Yves Allégret
  - 1949 : Tous les chemins mènent à Rome, de Jean Boyer
  - 1949 : Une si jolie petite plage, d'Yves Allégret
  - 1951 : Les miracles n'ont lieu qu'une fois, d'Yves Allégret
  - 1953 : Lucrèce Borgia, de Christian-Jaque
  - 1958 : Asphalte, de Hervé Bromberger
  - 1958 : Les Tricheurs, de Marcel Carné
  - 1958 : Cargaison blanche, de Georges Lacombe
  - 1959 : Brèves Amours (Vacanze d'inverno), de Camillo Mastrocinque

- comme scénariste :
  - 1953 : Les Amants de minuit, de Roger Richebé
  - 1954 : La Belle Otero, de Richard Pottier
  - 1958 : Le Désert de Pigalle, de Léo Joannon
  - 1962 : Le crime ne paie pas, de Gérard Oury
  - 1962 : La Fayette, de Jean Dréville

- comme dialoguiste :
  - 1948 : Dédée d'Anvers,  d'Yves Allégret
  - 1952 : Nez de cuir, d'Yves Allégret
  - 1952 : La Jeune Folle, d'Yves Allégret
  - 1953 : La Vierge du Rhin, de Gilles Grangier
  - 1954 : Les Révoltés de Lomanach, de Richard Pottier
  - 1954 : L'Air de Paris, de Marcel Carné
  - 1956 : La Meilleure Part, d'Yves Allégret
  - 1959 : Les Amants de demain, de Marcel Blistène
  - 1962 : Du mouron pour les petits oiseaux, de Marcel Carné
  - 1963 : L'Autre femme, de François Villiers
  - 1963 : Striptease, de Jacques Poitrenaud
  - 1965 : Trois chambres à Manhattan, de Marcel Carné
  - 1966 : La Seconde Vérité, de Christian-Jaque

## Source
(en) Biographie